# Capo d’Orlando-Naso vasútállomás
Capo d'Orlando-Naso vasútállomás egy vasútállomás Olaszországban, Szicília régióban, Messina megyében, Capo d'Orlando településen. Forgalma alapján az olasz vasútállomás-kategóriák közül az ezüst kategóriába tartozik.

## Vasútvonalak
Az állomást az alábbi vasútvonalak érintik:
- Palermo–Messina-vasútvonal